# 親脂性
親脂性是指一個化合物融解在脂肪、油、脂質或非極性溶劑的能力。這些非極性溶劑本身就親脂，所以這告訴我們“相似相溶”。因此親脂性的物質就會溶在親脂的溶劑，親水性的物質就會溶於親水性的溶劑內。
當我們以倫敦力的角度來看，親脂性、疏水性和非極性可以互相替換，然而，親脂性和疏水性並不是同義字，我們可以藉由矽氧樹脂和氟化碳確認這點，因為他們是疏水性但非親脂性。

## 化學鍵結
親脂性的化合物常常會和自己相同的化合物或其他親脂的化合物藉由倫敦力產生反應。它們幾乎無法形成氫鍵。當一個親脂性的化合物被水包覆時，周圍的水會形成冰晶狀，而親脂性分子會因熱力學不合被趕出水，這就被視為是個疏水性分子。因此，親脂性分子不容於水，他們不約而同的有相當高的水分布係數。

## 表面活性劑
有烴基的表面活性劑是親脂又親水的，有著一端為親水端，被視為是頭，和一端親脂端，而這親脂端常常是一條長長的烴鏈，被視為是尾。他們在低能的表面集結，包括水與空氣的介面和與水不互溶的油滴。在這些介面時，他們會把自己的頭也就是親水端插入水裡，而尾端也就是親脂端會立於水面，會溶在與水不互溶的物質中，形成一個親水端頭與親脂端尾相結合的構造。表面活性劑也會將頭朝外尾部朝內形成一個球狀的微胞結構，這微胞結構會把油性的分子拉到結構內部，這就是肥皂、洗衣精與各種清潔用品能洗淨的原理。這微胞結構對生物體來說也非常重要，與脂質的運送與吸收有莫大的關係。
細胞膜主要是由雙層磷脂質組成，與水具有高度的反應能力，金屬化的磷脂質將兩個尾端連在一起。
相對的，氟化的表面活性劑就沒這麼兩性，因為氟化碳並非親脂性物質。